# 山田亮一
山田 亮一（やまだ　りょういち、1983年10月24日 - ）は、日本の音楽家。元ハヌマーン、現Funk Discussion Brothers 、バズマザーズ、サニアラズ、山田亮一とアフターソウルのギタリスト兼ボーカリスト。

## 来歴
1983年、北海道で母子家庭に生まれ、幼少期を大阪府で過ごした。小学校低学年の頃、ピアノを習い始める。
2000年、当時交際中の女性が在籍していたバンドのドラマーであった大久保恵理を誘い、ハヌマーンの前身バンドであるアショカビハーラを結成。
2011年、ハヌマーンの解散に伴い自殺を考え「どうせならば故郷である北海道で」と思い関西空港に向かい、10年来の友人である重松伸に別れの電話をした際「一度戻ってこい。最後に一緒に飲もう」と乞われる。食事を共にしながら内心を吐露し、その後パチンコで10万円勝った。自分と笑い合ってくれる友人がいることの有難さに気づき、思い詰めていた気持ちが憑き物が落ちたように軽くなって自殺を思い留まる。同年、重松とバズマザーズを結成する。
2017年、｢ゆれる｣のあみ、重松、ぴくみんとサニアラズを結成。
2018年11月、体調不良を理由に活動休止を宣言。
2019年5月、Twitterにて活動再開を報告。同年9月、作詞・作曲・ギター（中級者まで）の有料レッスンを行うことを告知。
2020年、新型コロナウイルスの影響で中止になった弾き語りライブを、無料配信ライブにて行った。
2024年4月、Twitter募集とオーディションを経て、山田亮一とアフターソウルを結成。
2024年7月22日、大麻一袋を所持したとして、関東信越厚生局麻薬取締部に現行犯逮捕された。
2024年8月15日、出所。

## 人物
影響
サウンドメイキングでは、ナンバーガールの向井秀徳に影響を受け、歌詞や世界観において、ハヌマーン時代には「青春の蹉跌」で同名の小説の執筆者である石川達三に、「或る思弁家の記憶」でJ・D・サリンジャーに、バズマザーズの「変身」でフランツ・カフカ、「心が雨漏りする日には」では、こちらも同名の小説の執筆者である中島らもに受けている。
歌詞について
小説的と形容される文体と世界観から構成される詞が特徴的で、「平成の阿久悠」を自称する程作曲では歌詞を重視し、ポルカドットスティングレイにも影響を与えている。歌詞について、本人は、「 例えば尾崎豊の「I LOVE YOU」はアイ･ラヴ･ユーという三音だからこそ良くて、そこに「愛してる」という言葉を入れてもハマらない。英語詞の方が、“言葉が持っている意味の匂い”が出ると思います。でも曲を作る人は言葉の意味を伝えたいという想いが強すぎて、メロディの風味を殺してしまっている事も多いと思います。だから俺たちは、歌詞カードを見ないと何を歌っているのかわからないバンドでいたいと思っているんです。歌詞カードを見た時のひらめき、驚きはあると思うので、それを大切にしたいんです。今回のアルバム『普通中毒』に「せっかちな人の為の簡易的な肯定」という曲があるんですが、その2番の歌詞に《旧型はかく語りき》という言葉があります。俺はそれを「キュウガッタカッタリキ」という風に歌っていて、周りからは「相変わらず滑舌悪いな」って言われました。でも英語にも発音しない音がたくさんあるのと同じように、それは日本語にもあってもいいと思っていて。何を歌っているのかがわからなければ歌詞カードを見ればいいのかなと。歌詞を作るというのは、音楽のアレンジをする事の一部だと思っていて、その工程として一番最後にやります。僕はイデオロギーとか思想は全くといっていいほどないんです。でもファンの中には思想家と思っている人がいるみたいで、でも実は夢想家でしかなく、歌詞は一番大事なものだと思いますが、自分の中では遊びに近い感覚で書いているのかもしれません」と語っている。
趣味・嗜好
映画鑑賞を好む。「ワイセツミー」のMVでは、映画「時計じかけのオレンジ」のエンドロールのパロディがサブリミナル効果的に映し出される。また「仮想現実のマリア」のMVでは、映画「レザボア・ドッグス」の冒頭の、マドンナの「ライク・ア・ヴァージン」の独自解釈を行う部分のパロディとして、DREAMS COME TRUEの「大阪LOVER」の解釈をするシーンが見られる。他にも、曲名が映画「あの頃ペニーレインと」のパロディになっている「あの頃、モダンバレリーナと」や、同名のミュージカル映画（メインテーマは前述した映画「時計じかけのオレンジ」の挿入歌にも使われており、エンドロール中にも流れている）がそのまま曲名になった「雨に唄えば」等、曲名ひとつ取っても映画へのオマージュが多く見られる。
ファッション
ハヌマーン時代、初期は柄シャツを主に着用し、中期から末期にかけては長袖ワイシャツにジーンズという服装が多く見られ、バズマザーズでは主にスーツを着用、サニアラズでは、革ジャンをステージ衣装としている。

## プレイスタイル
独特の低音の声で歌いながら、難解なギターフレーズと、オレ押さえと呼ばれるテンションコードをスモールクローンやビッグマフなどのエフェクターを用いた浮遊感、向井秀徳の影響を受けたフェンダー・テレキャスターの鋭角サウンドと共に鳴らすスタイルが特徴的であり、これらのスタイルは或る感覚 や、フィッシュライフにも影響を与えている。自身のプレイについて、本人は、「実は俺、昔からギターを基調としてる人って思われがちなんですけど、歌を上手に歌えないのをギターでごまかしごまかしやってきたんです。ちっちゃい頃から歌を歌うことは大好きなんですね。今もそうなんですよ。別にギタリストだとは思ってないし、でもロックバンドってやっぱギターが要りますやんか。で、理想のギターサウンドっていうのはあって。誰かがそれを弾いてくれたらそれに越したことはない、でもそうじゃないから持ってるっていうだけに過ぎなくて」としている。アショカビハーラ時代には、ボーカル専門の時期も存在した。

## 使用楽器
メインギターは、ハヌマーン初期では、黒色のフェンダー・ジャパン・テレキャスター、中期（2007年ごろ）からはMexico製のフェンダー・テレキャスター・シンライン（バズマザーズのツアー使用中に破壊）、バズマザーズ黎明期ではリッケンバッカー・360、2014年以降は主にvanzandt（ヴァンザント）の赤いテレキャスター、サニアラズやソロの時はクリーム色のテレキャスターを構えている。本人曰く「特に拘りはない」。